# Биометричен паспорт
Биометричен паспорт е паспорт, съдържащ биометричните данни за собственика си, като например: форма на лицето, цвят на очите, форма на ушите, височина, отличителни белези (татуировки, видими белези и рани), както и отпечатъци от пръстите и електронни данни за снимката на лицето или други данни, помагащи лицето да бъде идентифицирано със сигурност.